# Nebethetepet
Dans la mythologie égyptienne, Nebethetepet est une déesse coiffée de cornes de vache entourant un disque solaire, son nom signifie la « Dame de la satisfaction ». Elle fut créée tardivement en tant que contrepartie féminine du démiurge d'Héliopolis (au même titre que la déesse Iousaas) au moment où Atoum engendra le monde. Elle est assimilée à Hathor.